# شاربونييه
شاربونييه هي بلدية فرنسية تقع في إقليم الأردين في منطقة غراند إيست. 

## الأماكن والمعالم الأثرية
- بُنيت كنيسة القديس ريمي أواخر الخامس عشر - أوائل القرن السادس عشر، بأسلوب لامع من قبل De Courtays، الأب والابن، البنائين المحليين. الزيارات مجانية يومي السبت والأحد من الساعة 2 ظهراً حتى 6 مساءً. وهي تابعة لأبرشية سان-مين-دو-لا-شانباني في أتينييه. صُنف المبنى معلمًا تاريخيًا في عام 1913.[6]

- تحتوي المزرعة المحصنة، المعروفة أكثر باسم قلعة شاربوني، على برجين من القرن الثاني عشر، كانا بمثابة برج مراقبة على وادي آيسن، ثم بناءها في القرن السادس عشر بالإضافة إلى بوابة من القرن الثامن عشر. أُدرج المبنى معلمًا تاريخيًا في عام 1948.[7]

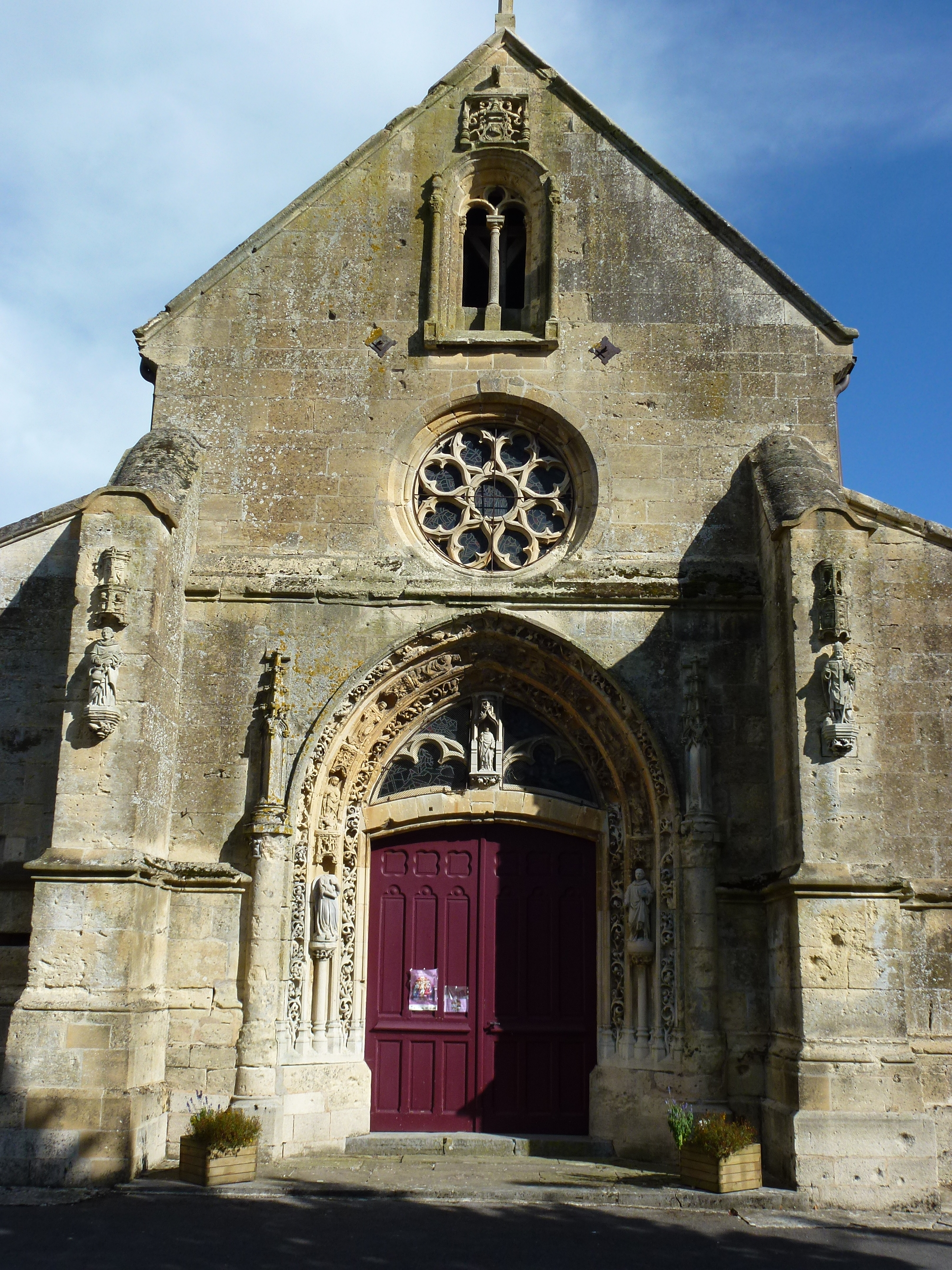
كنيسة القديس ريمي، الواجهة.
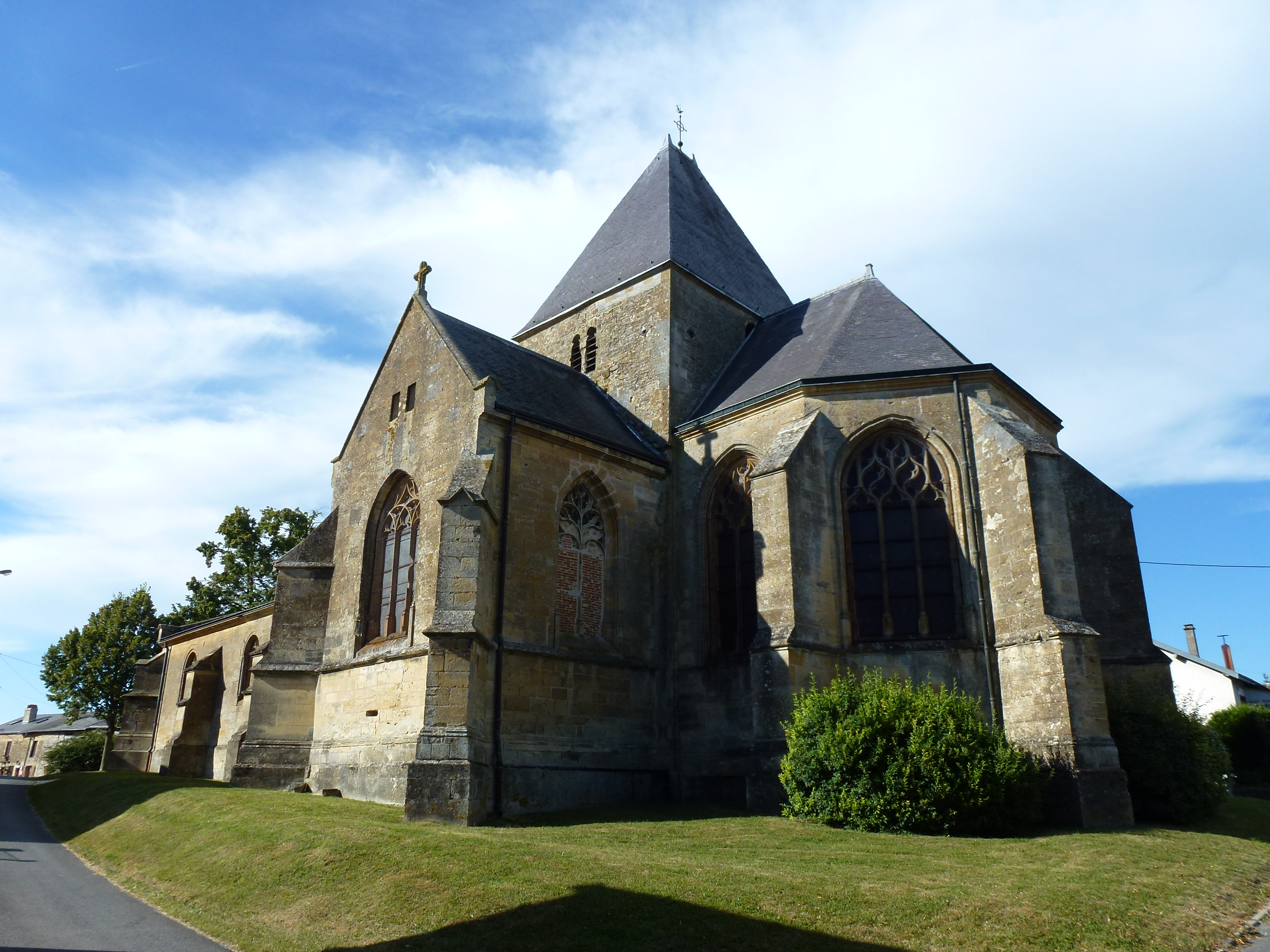
كنيسة القديس ريمي
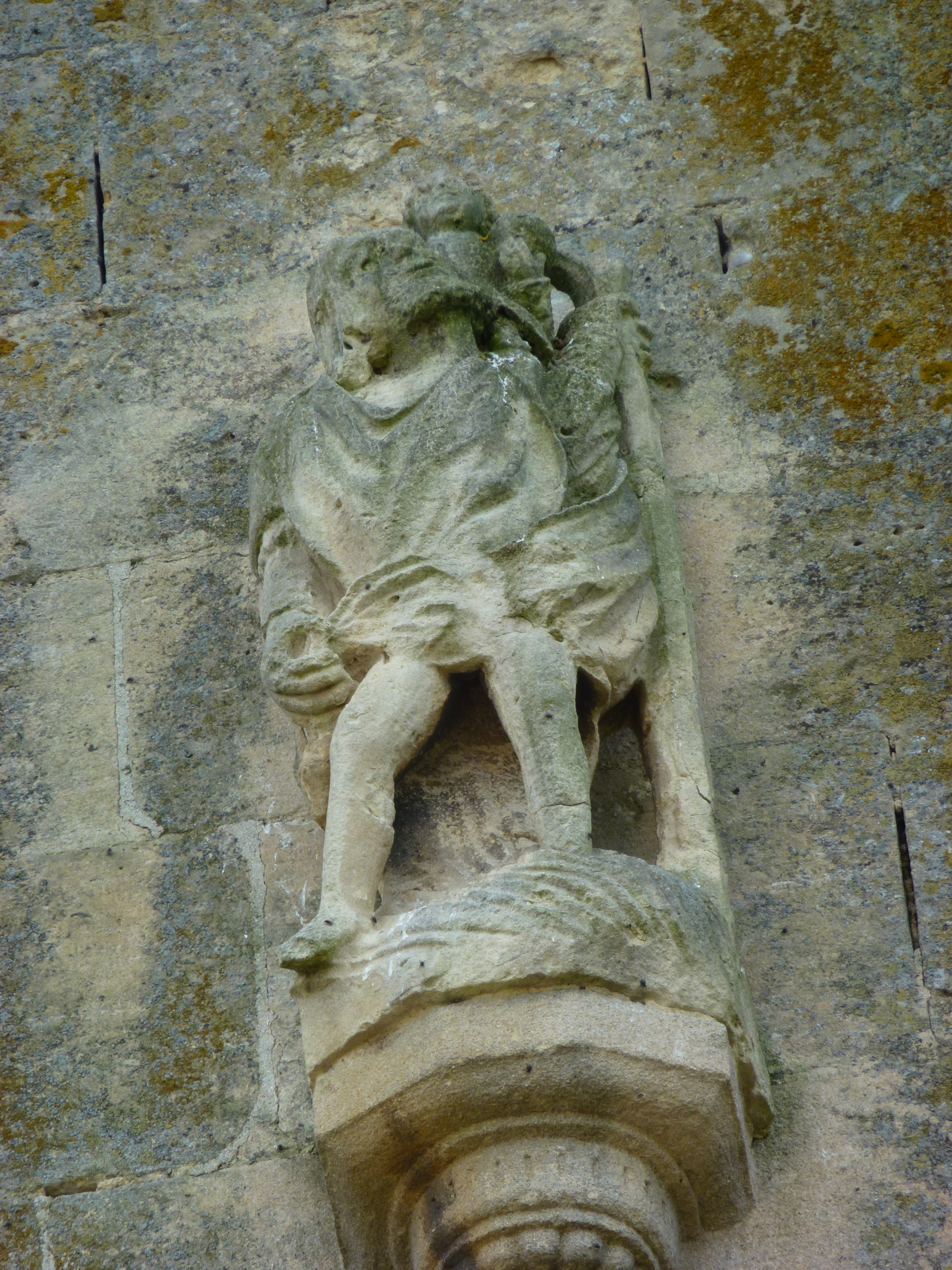
كنيسة القديس ريمي، نحت على دعامة الواجهة.
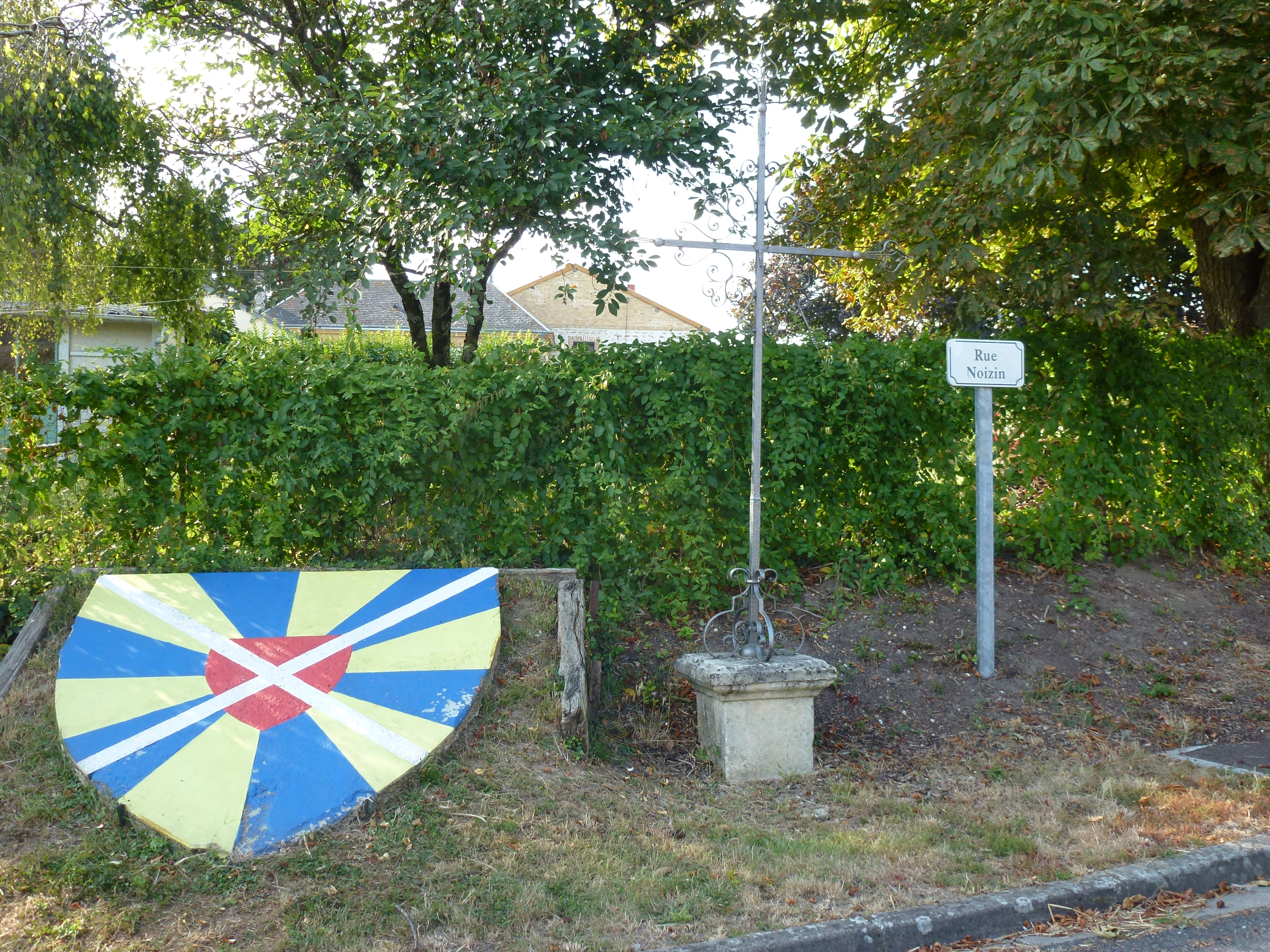
طريق الصليب وشعار النبالة في القرية.